# Igreja Evangélica Luterana na Itália

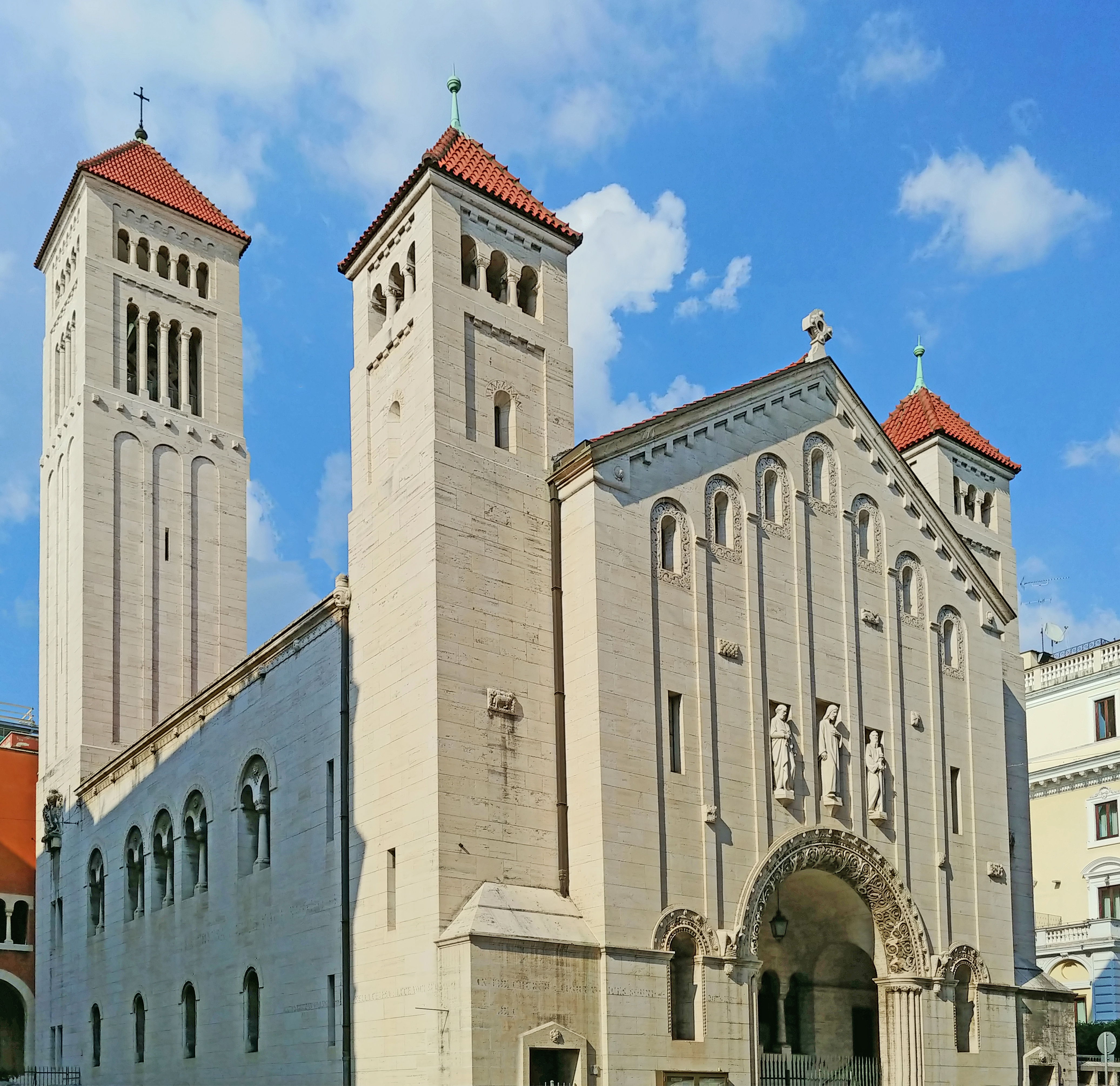
Christuskirche ou Igreja Evangélica Luterana de Roma é uma igreja luterana evangélica no rione Ludovisi de Roma, Itália,

A Igreja Evangélica Luterana na Itália (em italiano:  Chiesa Evangelica Luterana in Italia — CELI) é uma igreja luterana na Itália fundada em 1949. A CELI, que inclui tanto comunidades germanófonas quanto italianófonas, é membro da Federação de Igrejas Evangélicas na Itália (FCEI) e da Federação Mundial Luterana (LWF).
A primeira comunidade luterana da Itália foi formada em Veneza em 1650. No território do Império Austro-Húngaro, igrejas luteranas foram fundadas em Trieste (1778), Merano (1861) e Bolzano (1889). Por influência prussiana, comunidades também se formaram em Roma (1819), Nápoles (1826) e Florença (1899), enquanto outros cidadãos germanófonos fundaram outras igrejas em Milão (1850), Sanremo (1870) e Gênova (1896). O luteranismo floresceu em Nápoles e Torre Annunziata graças às obras missionárias do pastor Idelmo Poggioli. Todas estas comunidades se juntaram para formara a CELI em 1949 ou nos anos seguintes. Em 1967, a CELI foi um dos membros fundadores da FCEI. Já sob a coordenação da CELI, outras igrejas luteranas foram fundadas, notavelmente em Catânia (1991), Verona (2008) e Turim (2009).
Em 2015, a CELI atualmente consistia de 17 comunidades, algumas das quais cobrindo regiões da Itália inteiras e mais de 7 000 membros batizados. A ordenação feminina e os casamentos de mesmo sexo são permitidos pela CELI.